# Henri Zisly
Henri Zisly, né le 2 novembre 1872 à Paris, où il est mort accidentellement le 3 janvier 1945, est un écrivain et anarchiste individualiste adepte des milieux libres.

## Biographie

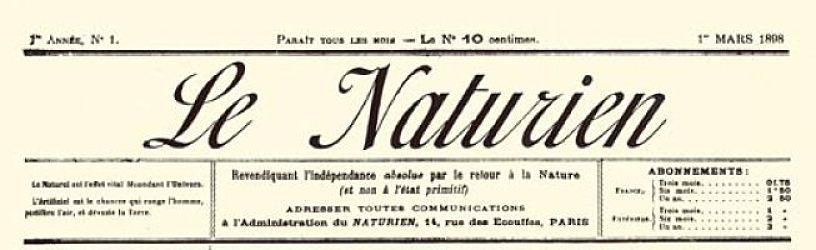
Le Naturien, en-tête du premier numéro du 1er mars 1898.

Henri Gabriel Zisly est le fils de Stéphanie Désirée Zisly, modiste, et d'un père non dénommé.Il participa avec Henri Beylie et Émile Gravelle à divers périodiques comme La Nouvelle Humanité, La Vie naturelle et Le Naturien, pour constituer le mouvement naturien. Ce mouvement prône un retour à la nature autosubsistant.
En 1902, il est l'un des initiateurs, avec Georges Butaud et Sophia Zaïkowska, de la Clairière de Vaux établie à Essômes-sur-Marne, dans l'Aisne, qui aura la forme d'une coopérative, et qui abritera un pluralisme libertaire, diversité de tendances libertaires. Des anarchistes bien connu(e)s comme : Élisée Reclus, Lucien Descaves, Émile Armand, Jehan Rictus, Paraf-Javal et Maurice Donnay viendront participer au milieu libre, qui fut dissous en janvier 1907, lors de divers conflits qui sépareront le groupe.
Le 22 août 1908, à Paris, il se marie à Marie Lucie Dusolon (1865-1926).
Henry Zisly considérait le végétarisme comme « anti-scientifique », argumentant que « si les animaux pullulent, ils nous mangent à leur tour », argument qui ajouta à la division du mouvement naturien.

## Textes
- « Naturianisme », Encyclopédie anarchiste, initiée par Sébastien Faure, 1925-1934, [lire en ligne].
- Collectif, Communautés, naturiens, végétariens, végétaliens et crudivégétaliens dans le mouvement anarchiste français, Brignoles, Invariance, 1994, sommaire.

## Articles et brochures importantes dans le naturianisme
- En conquête vers l'état naturel, 1899
- Voyage au beau pays de Naturie, 1900
- La Conception du naturisme libertaire, 1920
- Naturisme pratique dans la civilisation, 1928

### Notices
- Dictionnaire des anarchistes, « Le Maitron » : notice biographique.
- Dictionnaire biographique, mouvement ouvrier, mouvement social, « Le Maitron » : notice biographique.
- L'Éphéméride anarchiste : notice biographique.